# Sân vận động Trung tâm Thể thao Đại Liên
Sân vận động Trung tâm Thể thao Đại Liên là một sân vận động đa năng ở Đại Liên, Liêu Ninh, Trung Quốc. Sân được sử dụng chủ yếu cho các trận đấu bóng đá. Sân vận động có sức chứa tối đa là 61.000 người. Sân được khánh thành vào năm 2013. Đội thuê chính của sân là Câu lạc bộ bóng đá Chuyên nghiệp Đại Liên.

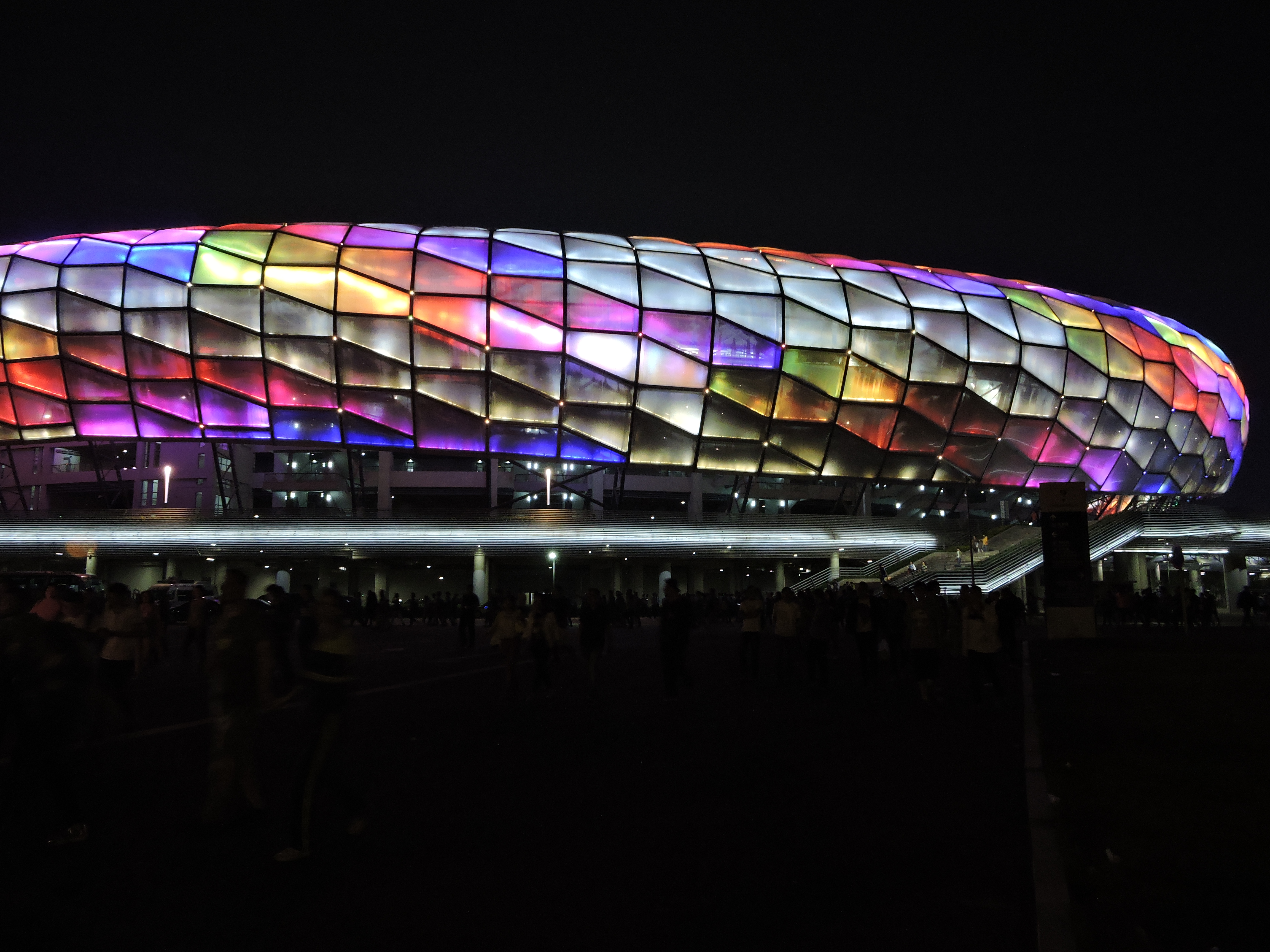
Sân vận động vào ban đêm

## Sự kiện đáng chú ý
- Tiết Chi Khiêm - I Think I'll Seen You Somewhere Tour - 22 tháng 4 năm 2017
- Lâm Tuấn Kiệt - Sanctuary World Tour - 5 tháng 5 năm 2018
- Châu Kiệt Luân - The Invincible World Tour - 14 và 15 tháng 7 năm 2018